# Union sportive Annecy rugby
Maillots
Actualités
Dernière mise à jour : 18 juillet 2024.
L'Union sportive Annecy rugby est un club français de rugby à XV situé à Annecy (Haute-Savoie).
Il évolue actuellement en Fédérale 1.

## Historique
L’Union sportive annécienne est le plus ancien club de rugby de Haute-Savoie, elle est officiellement déclarée en association le
18 décembre 1897.
Ses origines remontent à l'introduction du rugby au Lycée Berthollet par le professeur Lehr, qui participe activement à la création de l’Étoile sportive du lycée Berthollet. Dès lors, s'organise des matchs entre les différents quartiers annéciens jusqu'à la fondation de l’association « Union sportive annécienne » avec Armand Tissot comme premier président. L'Union Sportive est affiliée à l’Union des sociétés françaises de sports athlétiques (USFSA). Les sports pratiqués sont le football (rugby), la course à pied et l’escrime.
Son activité démarre effectivement en 1897 avec dès 1911 un titre de champion des Alpes 2e série puis une place de finaliste en 1914. L’US Annecy est championne des Alpes 2e série en 1919, 1923 et 1935 puis championne de promotion en 1939. Après guerre, en 1948, l'USA est champion des Alpes et de vice-champion de France en catégorie promotion.
Lors de la saison 1971-1972, le club perd le match décisif pour la montée en 1re division en étant battu 6-0 en huitième de finale du championnat de 2e division par l'équipe d'Aire-sur-l'Adour. Le club échoue plusieurs années dans sa tentative de montée en première division, il réussit en 1980 en battant Vic-Fezensac par 16-0 en huitième de finale du championnat de deuxième division.
L’USA obtient son premier titre de champion de France Nationale B en 1985, grâce à son équipe réserve qui bat Saint-Jean-de-Luz en finale, puis est champion de Fédérale B en 1991 à nouveau avec son équipe réserve. Il remporte la finale de 1re division groupe B2 en 1994 contre Mazamet sur le score de 12 à 9.
L'année suivante, Annecy manque de justesse la montée en groupe A2 (ancêtre de l'actuelle Pro D2), battu par la Paris UC 17-5 lors des huitièmes de finale (dont les vainqueurs étaient promus).
Annecy reste ensuite en groupe B pendant deux saisons en 1996 et 1997 avant d'être relégué en Fédérale 2 puis en  Fédérale 3.
L'USAR retrouve la Fédérale 1 pour la saison 2010-2011, terminant 10e de sa poule, le club annécien est rétrogradé et évolue donc en Fédérale 2 en 2011-2012. L'année suivante, l'USAR termine premier de sa poule et se hisse en quart de finale de Fédérale 2, ouvrant l'accès de nouveau en Fédérale 1 pour la saison 2013-2014.
Lors de la saison 2013-2014 l'US Annecy termine 10e de la poule 2 de Fédérale 1, et est relégué une première fois puis une seconde fois financièrement par la DNACG. Le club repart en 3e division fédérale en 2014-2015.
L'US Annecy perd en finale de Championnat de France de Fédérale 3 contre le Rugby Chartres Métropole, à Vichy, sur le score de 22 à 20. Ce résultat permet à Annecy de retrouver la Fédérale 2 dès la saison 2015-2016.
Lors de la saison 2017-2018, Annecy termine troisième de sa poule, synonyme d'accès en phases finales. Cependant, la DNACG annonce la rétrogradation du club haut savoyard en Fédérale 3 pour la saison 2018-2019, pour raisons financières.
L'US Annecy retrouve la Fédérale 2 pour la saison 2019-2020 après avoir terminé 3éme de poule. Il élimine le Rugby Club Draguignan en 32éme de finale des championnats de France de Fédérale 3 et Metz en 16éme significatif de monté en Fédérale 2.
Avec l'arrêt du championnat en raison de la pandémie de Covid-19 en France, Annecy se maintient automatiquement en Fédérale 2 pour la saison 2020-2021.
En 2022, le club est promu dans le championnat de Fédérale 1.

## Palmarès

### Séniors
- Championnat de France groupe B2 :
  - Champion (1) : 1994
- Championnat de France Fédérale B :
  - Champion (3) : 1985, 1991 et 2022
  - Vice-champion (1) : 1988[6].
- Championnat de France de Fédérale 3 :
  - Vice-champion (1) : 2015
- Championnat de France Honneur :
  - Vice-champion (1) : 1948
- Trophée Midol du Fair-Play :
  - lauréat (2) : 2009 et 2012
- Championnat des Alpes :
  - 11 titres de Champion des Alpes seniors dans diverses séries de 1911 à 1994
- Challenge des Provinces :
  - Finaliste : 1995

### Jeunes
- Championnat de France Reichel :
  - Demi-finaliste (1) : 1984
- Championnat de France Junior Balandrade :
  - Champion (1) : 1988
- Championnat des Alpes Balandrade :
  - Champion : 2017
  - Finaliste : 2012, 2018
- Championnat des Alpes Teulière A :
  - Champion : 4 titres, 2018, 2019
  - Finaliste : 2016
- Challenge Sud Est Balandrade :
  - Vainqueur : 1974
  - Finaliste : 2017
- Championnat Ligue AURA - U16 A (BAAR Entente Annecy/Meythet/Annecy le Vieux/Thônes)
  - Victoire du championnat Ligue AURA : 2019

### Féminines
- Équipe féminine moins de 18 ans :
  - Championnes des Alpes a VII 2018

## Historique des saisons
| Saison    | Championnat | Division    | Place                                                                            |
| --------- | ----------- | ----------- | -------------------------------------------------------------------------------- |
| 2024-2025 | Fédérale 2  | 6e division |                                                                                  |
| 2023-2024 | Fédérale 1  | 5e division |                                                                                  |
| 2022-2023 | Fédérale 1  | 5e division |                                                                                  |
| 2021-2022 | Fédérale 2  | 5e division |                                                                                  |
| 2020-2021 | Fédérale 2  | 4e division |                                                                                  |
| 2019-2020 | Fédérale 2  | 4e division | La fin de saison est annulée en raison de la pandémie de Covid-19 en France.     |
| 2018-2019 | Fédérale 3  | 5e division | 3ème de poule / Accessions Fédérale 2 / Eliminé en 1/4.                          |
| 2017-2018 | Fédérale 2  | 4e division | 3ème de poule / Relégation administrative de la DNACG                            |
| 2016-2017 | Fédérale 2  | 4e division | Phase finale - 16e de finale                                                     |
| 2015-2016 | Fédérale 2  | 4e division | Phase finale - 16e de finale                                                     |
| 2014-2015 | Fédérale 3  | 5e division | Finaliste                                                                        |
| 2013-2014 | Fédérale 1  | 3e Division | 10e / Relégation en Fédérale 2 Relégué financièrement en Fédérale 3 par la DNACG |
| 2012-2013 | Fédérale 2  | 4e division | 1re / Quart de finale                                                            |
| 2011-2012 | Fédérale 2  | 4e division | 2e / 8e de finale                                                                |
| 2010-2011 | Fédérale 1  | 3e Division | 10e / Relégation                                                                 |
| 2009-2010 | Fédérale 2  | 4e division | 5e                                                                               |
| 2008-2009 | Fédérale 3  | 5e division | 1re / 16e de finale                                                              |

‌

## Anciens joueurs
- Thierry Picard
- Garry Pagel
- Adrien Vigne-Donati
- Sofian Klouchi
- Romain Magellan
- Jérémy Bourlon
- Francis Laruaz
- George Kutarashvili
- Nisifolo Naufahu
- Justin Purdie
- Frédéric Boyadjian
- Daniel Ikpefan
- Clément Fromont